# Anarkophobia
Anarkophobia è il quinto album in studio del gruppo musicale hardcore punk Ratos de Porão, pubblicato nel 1991 dalla Roadrunner Records. Come l'album precedente è stato registrato a Berlino e prodotto da Harris Johns.
Musicalmente, rispetto ai precedenti dischi, l'album è molto più vicino al metal che non all'hardcore punk. Nonostante questo la band ha deciso di includere una cover di "Commando" dei Ramones per ricordare le loro origini punk.

Le liriche sono invece particolarmente impegnate nel sociale e nel politico, caratteristica maggiormente affine ai gruppi hardcore che non a quelli metal. Al contrario degli album precedenti, i testi sono cantati interamente in inglese, abbandonando quindi la precedente miscela di inglese e portoghese.

## Formazione
- Gordo - voce
- Mingau - chitarra
- Jabá - basso
- Boka - batteria

## Brani
1. Counting the Dead (4:43)
2. Death of the King (3:28)
3. Born to Suffer (3:08)
4. Rise and Fall (2:03)
5. Mad Society (3:52)
6. (All I Need Is) Hatred (4:49)
7. Anarkophobia (3:39)
8. Universal Church (3:36)
9. Commando (1:41) - (cover dei Ramones)
10. T.V. Slave (4:16)